# Jardín Botánico Conservativo Francesco Busnello
El Jardín Botánico Conservatorio Francesco Busnello (en italiano: Orto Botanico Conservativo Francesco Busnello) es un jardín botánico de preservación de especies en peligro de 5,000 m² de extensión, administrado por la "Accademia Trevigiana per il Territorio", en Treviso, Italia. 

## Localización
Orto Botanico Conservativo Francesco Busnello Viale Nazioni Unite, Treviso, Provincia de Treviso, Veneto, Italia.45°40′0″N 12°15′0″E / 45.66667, 12.25000
Está abierto todos los días del año.

## Historia
El jardín fue creado en 1987, nombrado en honor del primer donante de corazón italiano. 
En colaboración con la Universidad de Padua, en el jardín se ayuda a preservar genomas de las variedades de frutas tradicionales actualmente en peligro de extinción.

## Colecciones
Actualmente alberga más de 100 plantas representando unas 24 especies, incluyendo Cornus mas, Corylus avellana, Crataegus azarolus, Cydonia oblonga, Diospyros kaki, Ficus carica, Juglans regia, Laurus nobilis, Malus domestica, Morus alba, Prunus armeniaca, Prunus avium, Prunus cerasifera, Prunus cerasus, Prunus domestica, Prunus mahaleb, Prunus persica, Prunus spinosa, Punica granatum, Pyrus communis, Rosa canina, Rubus ulmifolius, Vitis labrusca, y Ziziphus jujuba.